# Pierre Lassus (essayiste)
Pour les articles homonymes, voir Pierre Lassus et Lassus.
 (novembre 2013).
Pierre Lassus, né en 1945, auteur, essayiste, psychothérapeute, est membre du collège de l'INIRR (Instance indépendante de reconnaissance et de réparation ), président d'honneur de l'association Halte au harcèlement moral 64, directeur général honoraire de l'Union Française pour le Sauvetage de l'Enfance, ancien administrateur de l'Institut de victimologie et du Comité d'éthique de l'hôpital Léopold Bellan. 

## Biographie
Après des études secondaires au lycée Jacques Decour, il intègre l'Institut d'études politiques de Paris dont il est diplômé en 1967 (Service Public). Parallèlement à ses études à Sciences-Po, il poursuit des études de droit (Assas) et d'histoire (Sorbonne). Il est titulaire d'une maîtrise de Sciences sociales (Paris XII). De formation psychanalytique, il s'est également initié à l'analyse transactionnelle, au psychodrame psychanalytique (CEFRAP) ainsi qu'à la Gestalt Thérapie.  
Pierre Lassus est un spécialiste des maltraitances faites aux enfants. De 1976 à 2010, il a été le directeur général de l'Union pour le Sauvetage de l'Enfance. Il a fondé et dirigé de 1995 à 2010 la revue Vues d'enfance. Avec Alice Miller, il fonde en 1998 l'association " Éduquer sans frapper ". De 2004 à 2018, il assure une chronique hebdomadaire dans l'émission de Brigitte Lahaie (Lahaie l'amour et vous) sur RMC puis sur Sud Radio.  

## Engagement contre la pédocriminalité
Après avoir, dès les années 90, dénoncé la connivence de certains "intellectuels" avec la pédocriminalité (Cf. "Libération" du 17 mars 2001: "Non à l'embrouille. Réponse à René Schérer"), il publie une lettre ouverte à l'Académie Française ("Ne devenez pas la vieille dame indigne du Quai Conti") pour s'opposer à l'attribution du grand prix du roman à Gabriel Matzneff, pédocriminel notoire et auto-proclamé. Cette prise de position fut relayée par la presse (Cf. "Libération" du 26 octobre 2000) et le prix, pour l'année 2000, fut attribué à Pascal Quignard pour son roman "Terrasse à Rome".

## Ouvrages
- Petit éloge des gares, François Bourin, 2018
- Brigitte Lahaie relapse et sainte. Thyma éditions. 2020
- 56 Exils. Thyma éditions. 2020
- Mai 68 de l'autre côté des barricades, François Bourin, 2018
- Petit éloge de l'enfant, François Bourin, 2017
- La sagesse du Petit Prince. A la recherche de l'enfant perdu avec Saint-Exupéry, Albin Michel, 2014
- Bienfaits et méfaits de la parentalité, Dunod, 2013
- La violence en héritage. Le tragique paradoxe des relations parents-enfants, François Bourin, 2011
- L’enfance du crime. Tous les grands criminels ont été des enfants maltraités, François Bourin, 2008
- Maltraitances. Enfants en souffrances, Stock, 2001.
- Être parents au risque de l'Évangile : Pour en finir avec les sacrifices d'enfants, Albin Michel, 1999
- L’enfance sacrifiée : De la maltraitance et du peu d’efforts pour la combattre, Albin Michel, 1997
- Albert Schweitzer 1875-1965, Albin Michel, 1995
- Venise voyage de Noces., Éditions Liancourt For Ever, 1992
- Analyse transactionnelle et changement institutionnel, Paris XII, 1979.

### Chapitres d'ouvrages
- Un monde où grandir, Fondation pour l’Enfance, 1994
- Être parents en situation de grande précarité., Éditions Érès, 2000.
- De la violence conjugale à la violence parentale, Éditions Érès, 2001
- Peut-on faire le bonheur de ses enfants ?, Éditions de l’Atelier, 2003
- Le mal de vivre : Pourquoi ?, Éditions de l’Atelier, 2007
- L’enfant face à la violence conjugale, Dunod, 2010
- Dictionnaire critique d’action sociale., Bayard Editions, 1995

## Préfaces
- Enfants violés et violentés. Dr. Gérard Lopez. Dunod 2013
- Réflexions pour une thérapeutique de la violence. Cécile Charrier. L'Harmattan. 2015
- Halte au harcèlement à l'école. Marie-José Gava, Sophie de Tarlé. Larousse 2016
- Le cauchemar de Jorge-Mario. Dr. Gérard Lopez. Thyma éditions. 2021

## Prix et distinctions
- Chevalier de la Légion d'honneur.